# 인티그리티
인티그리티(integrity)는 강한 도덕적 원리와 가치를 무조건적으로 고수하는 것이다. 윤리학에서 인티그리티는 한 사람의 정직과 성실, 정확성을 의미한다. 인티그리티는 위선의 반의어로 쓰일 수 있다. '인티그리티'라는 단어는 '완전한'을 의미하는 라틴어 형용사 integer에서 기원한다.

## 같이 보기
- 무모순적 이론
- 도덕
- 윤리학
- 의심
- 성실
- 데이터 무결성